# Czarna Skałka
Czarna Skałka – skała w Dolinie Kluczwody na Wyżynie Olkuskiej, w miejscowości Wierzchowie, w województwie małopolskim, w powiecie krakowskim, w gminie Wielka Wieś. Znajduje się w górnej części jej orograficznie lewych zboczy, w grupie skał wznoszących się nad drogą w Wierzchowiu, zaraz po zachodniej stronie i nieco poniżej Jaskini Mamuciej. Na mapie Geoportalu opisana jest jako Poprzeczny Komin, w przewodniku wspinaczkowym jako Czarna Skałka, na portalach wspinaczy jako Czarna Skała (łącznie z Jaskinią Mamutową).
Czarna Skałka znajduje się w lesie. Od szosy prowadzi do niej stromo w górę zbocza ścieżka wydeptana przez wspinaczy skalnych. Skała zbudowana jest z wapieni, ma połogie i pionowe lub przewieszone ściany o wysokości 12 m.

## Drogi wspinaczkowe
Wspinacze skalni poprowadzili na północnej ścianie Czarnej Ścianki 13 trudnych dróg wspinaczkowych o trudności od VI.1+ do VI.5+ w skali Kurtyki i jedną łatwą (III) na ścianie wschodniej. Długość dróg do 14 m. Na większości z nich zamontowano stałe punkty asekuracyjne: ringi (r), haki (h) i ringi zjazdowe (st). Na portalu wspinaczkowym skała ta opisywana jest wraz z bardziej popularną Jaskinią Mamutową.

1. Dotknięcie kapustki; 2r + 1h + st, VI.1+, 12 m
2. Bandyci czasu; 6r + st, VI.4+, 12 m
3. Wenzel Vodicka; 6r + st, VI.4/4+, 12 m
4. Klaudia Figura; 5r + st, VI.5, 12 m
5. Klaudia Figura light; 5r + st, VI.4+, 12 m
6. Dupa Isaury; 5r + st, VI.1+, 12 m
7. Brasil; 5r + st, VI.3+, 12 m
8. Komin Czarnej Skały; 1r, III, 12 m

Czarna Skała, północna ściana
1. Rada trzynastu babć; III, 14 m
2. Klamostrada; st, III, 14 m
3. Rysostrada; st, III+, 14 m
4. Guli; 6r + st, III+, 14 m
5. Guli Luli; 4r + st, III, 14 m
6. Dotknięcie kapustki; 2r + 1h, VI.1+, 14 m[4].

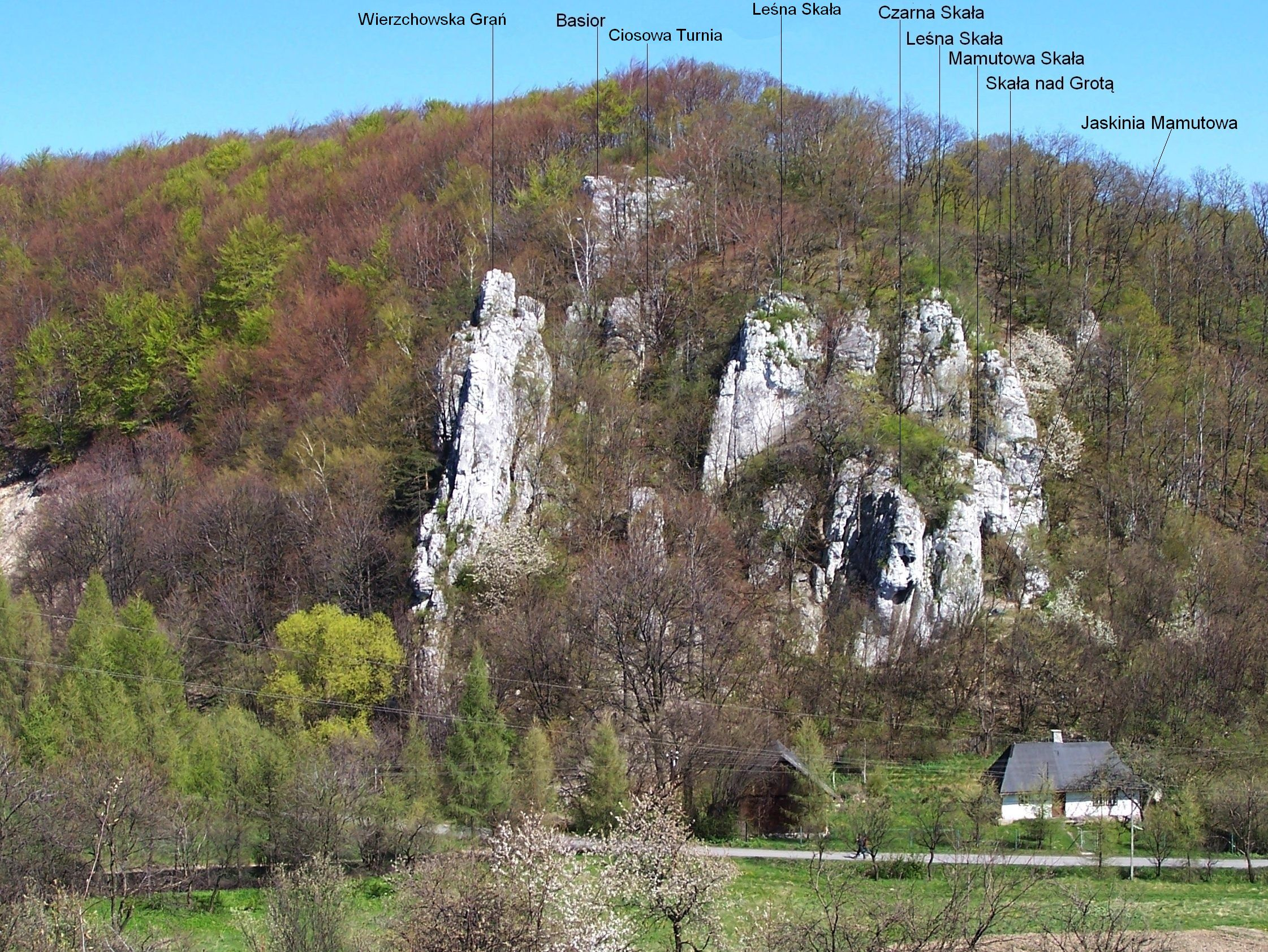
Lokalizacja skały
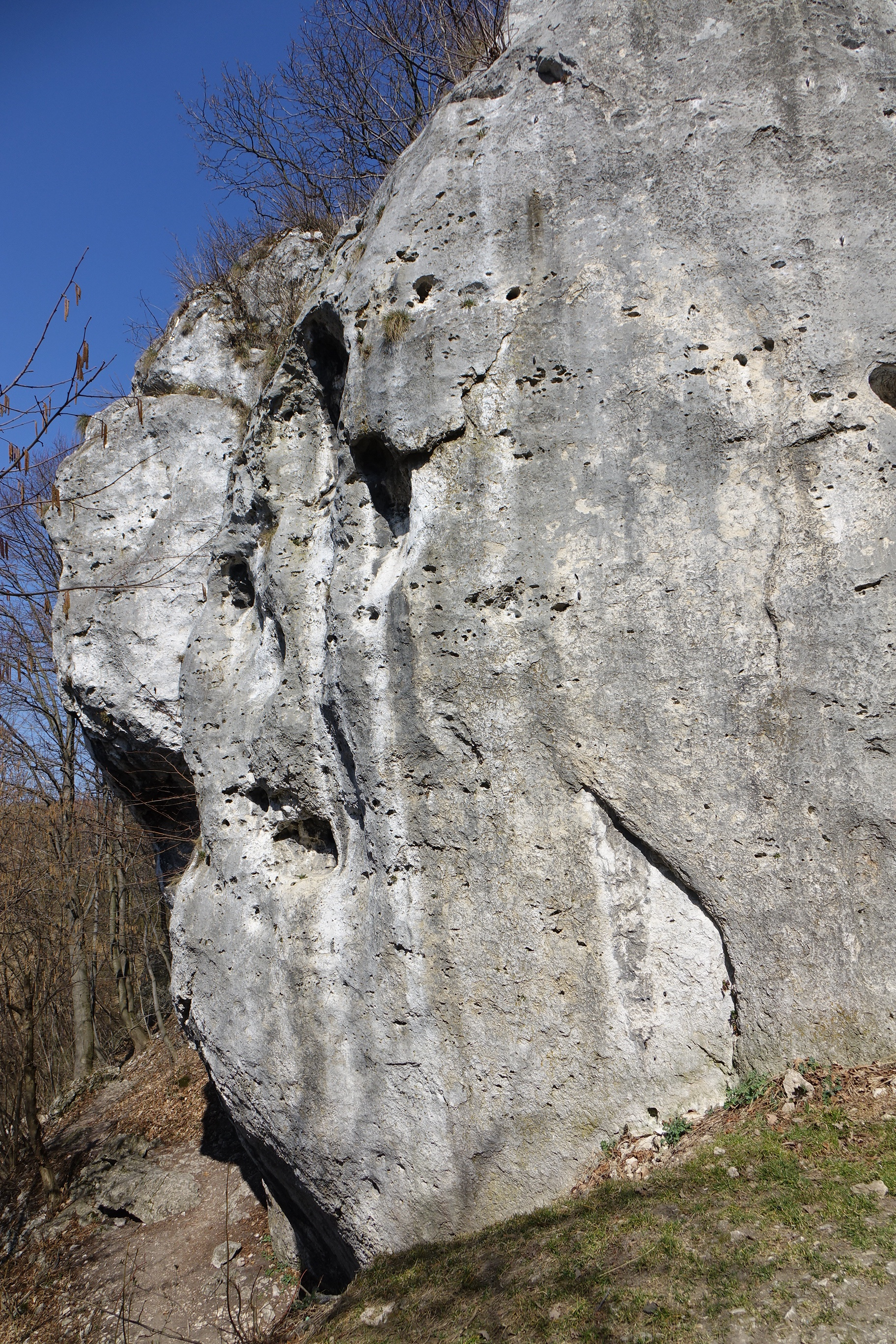
Czarna Skałka od zachodu
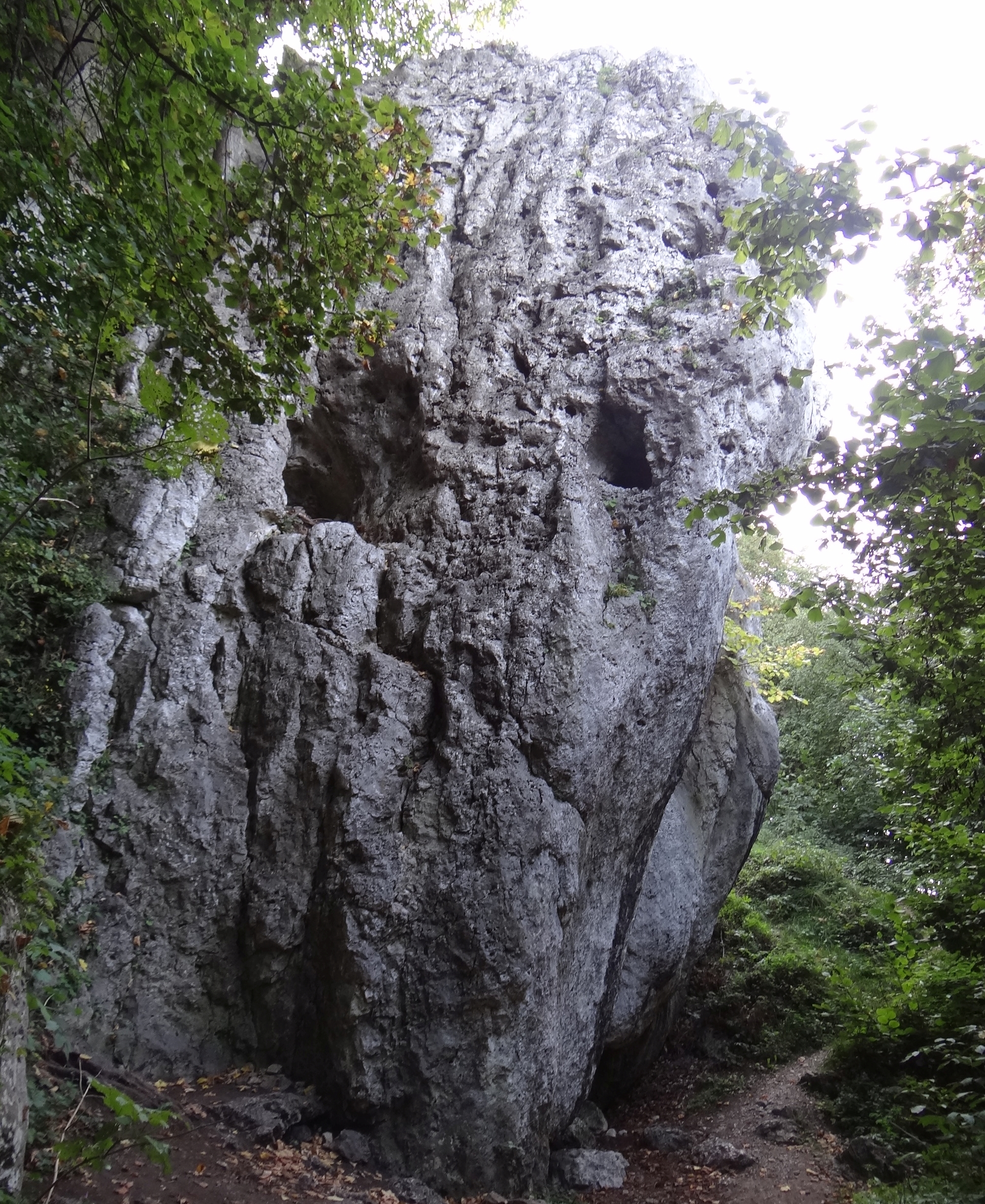
Czarna Skałka od wschodu

W zachodniej ścianie Czarnej Skałki znajduje się Schronisko w Czarnej Skałce, a na przewieszonej południowej ścianie jaskinia Okap pod Mamutową.